# Джефферсон, Морайя
Морайя Джефферсон (англ. Moriah Jefferson; род. 8 марта 1994 года в Далласе, штат Техас, США) — американская профессиональная баскетболистка, которая выступает в женской национальной баскетбольной ассоциации за клуб «Чикаго Скай». Была выбрана на драфте ВНБА 2016 года в первом раунде под общим вторым номером клубом «Сан-Антонио Старз». Играет на позиции разыгрывающего защитника.

## Ранние годы
Морайя родилась 8 марта 1994 года в Далласе (штат Техас) в семье Робина и Лоренцы Джефферсон, у неё есть два брата, Джошуа и Джеремия, и сестра, Даниэлла, там же и училась в Техасской домашней педагогической спортивной ассоциации (THESA), в которой выступала за местную баскетбольную команду.